# 제주 게스트하우스 살인 사건
제주 게스트하우스 살인 사건(濟州-殺人事件)은 2018년 2월 8일 새벽, 제주특별자치도 제주시 구좌읍의 게스트하우스에서 피해자인 26살 여성을 살해한 뒤, 서울과 천안등지로 도주하다가 용의자가 스스로 목숨을 끊은 사건이다.

## 전개
해당 피해 여성은 7일부터 2박 3일 일정으로 제주에 방문하여 해당 게스트하우스에 입실하였으며, 손님들이 참석하는 파티에 참석하였다가 8일 새벽, 한정민이 26세 여성을 목을 졸라 살해한 것으로 보인다. 또한 이번 사건 이후에도 태연히 영업을 한 것으로 알고 있었으며 사건이 지난후 6시간만에 수사가 시작되었다는 낌새에 비행기를 타고 김포공항을 통해 경기도 안양시와 수원시 등 수도권 지역으로 도주를 한 것으로 보인다. 또한 사건 당일 경찰과 마주쳤는데, 시종일관 모른다고 회피한 것으로 밝혀졌다.

## 수사 경과
용의자 한정민은 과거에도 게스트하우스에서 또 다른 여성에게 성폭행한 혐의도 받고 있으며, 준강간 상태 혐의로 재판을 받고 있는 중이어서 충격을 더하였다. 그러다가 이 사건이 터지자 경찰은 공개 수배에 나섰고, 현상금 500만원을 걸어둔 상태였으며, 수사망이 좁혀오자 압박을 느낀 용의자 한정민은, 2월 14일에 결국 충청남도 천안시 동남구의 모텔에서 목을매 스스로 목숨을 끊었다.

## 사건 이후
이번 사건이 터진 이후 제주에 있는 해당 게스트 하우스는 임시 휴업을 거듭하다가 결국 폐업 신고를 하였으며, 해당 게스트하우스는 문을 닫았다. 또한 이번 사건으로 여성의 안전을 노리는 살인사건에 제주사회를 충격에 빠뜨렸다.

## 같이 보기
- 제주도 올레길 살인 사건